# Noordpacifische stroom

De Noordelijke Stille Oceaanstroom

De Noordpacifische stroom is een zeestroom in het Noordelijke deel van de Stille Oceaan, tussen de veertigste en vijftigste breedtegraad. De stroming is oostwaarts en is hoofdzakelijk door wind gedreven.
Het gebied ten zuiden van deze stroom tot aan de Noordequatoriale stroom staat ook wel bekend als een 'zeewoestijn' omdat er maar weinig grote vis in dit gebied zwemt. Er is daar wel een grote hoeveelheid plankton. De Noordelijke Stille Oceaanstroom begrenst ten noorden het gebied binnen de Noord-Pacifische gyre waar in de jaren 90 van de twintigste eeuw veel afval, voornamelijk plastic, werd ontdekt. Dit wordt plasticsoep genoemd.
De stroom wordt behalve de al genoemde Noordequatoriale stroom gevoed door de Kamtsjatkastroom, de Oyashio en de Kuroshio. Het water voert oostwaarts naar de Alaskastroom en de Californische stroom.
Ten noorden wordt de Subarctische stroom (onderdeel van de Alaskagyre) door de Noordpacifische stroom beïnvloed.